# (5177) Hugowolf
(5177) Hugowolf es un asteroide perteneciente al cinturón de asteroides, descubierto el 10 de enero de 1989 por Freimut Börngen desde el Observatorio Karl Schwarzschild, en Tautenburg, Alemania.

## Designación y nombre
Designado provisionalmente como 1989 AY6. Fue nombrado Hugowolf en honor al compositor austríaco Hugo Wolf, creador de más de 200 composiciones de música romántica. Muchas de estos temas musicales tenían textos de Goethe, Morike y Eichendorff.

## Características orbitales
Hugowolf está situado a una distancia media del Sol de 2,338 ua, pudiendo alejarse hasta 2,644 ua y acercarse hasta 2,031 ua. Su excentricidad es 0,131 y la inclinación orbital 2,680 grados. Emplea 1305,96 días en completar una órbita alrededor del Sol.

## Características físicas
La magnitud absoluta de Hugowolf es 14,1. Tiene 9 km de diámetro y su albedo se estima en 0,058.